# Dagor-nuin-Giliath
In de fictieve wereld Midden-aarde van schrijver J.R.R. Tolkien is Dagor-nuin-Giliath de tweede slag in de oorlogen om Beleriand in de Eerste Era.
De Dagor-nuin-Giliath (Slag onder de Sterren, zo genoemd omdat hij werd gevochten voor de eerste zonsopkomst) werd gevochten vlak na de komst van de Noldor.
Morgoth zond een leger vanuit Angband om het kampement van de Noldor in Hithlum aan te vallen. De Elfen wisten de aanval echter af te weren. Ze konden niet voorkomen dat Fëanor tijdens deze strijd omkwam. Fingolfin versloeg later tijdens de veldslag van Lammoth het leger van orks dat van de Falas naar het noorden was getrokken.